# An Corrán

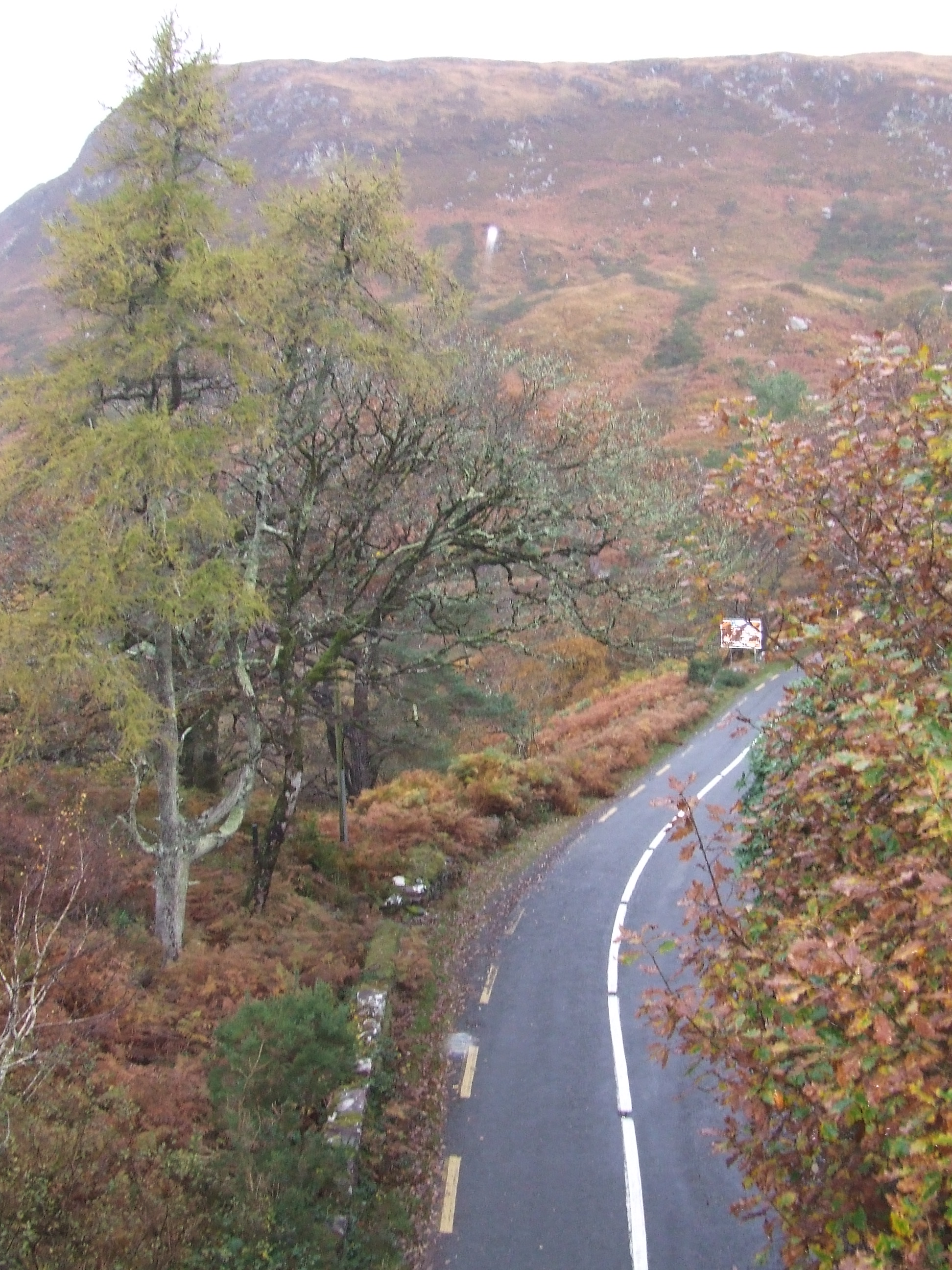
Eine Straße auf der Halbinsel Corraun in der Nähe von Mulranny, gesehen von einer Brücke des Great Western Greenway.

Die Halbinsel An Corrán (anglisiert Curraun, Corraun, Currane) liegt zwischen der Insel Acaill und dem irischen Festland im County Mayo. Sie ist 10,1 km lang und 11,8 km breit. Mit dem Festland ist sie nur durch eine schmale, nur rund einen Kilometer breite Landbrücke bei Mallaranny verbunden, die Bellacragher Bay (Béal an Chreachaire, Norden) und Clew Bay (Cuan Mó, Süden) verbindet. Im Westen trennt der Achill Sound (Gob an Choire) die Halbinsel von Acaill.
Die Bewohner der Halbinsel fühlen sich eher Acaill als dem Festland zugehörig.

## Verkehr
Von Mallaranny aus führt die R319 an der nördlichen Küste der Halbinsel entlang bis zur Insel Acaill, mit welcher sie über die Michael Davitt Bridge beim Ort Gob an Choire verbunden ist. Eine weitere Straße führt entlang der Südküste.

## Geographie
Die höchste Erhebung von An Corrán ist der Cnoc an Chorráin mit einer Höhe von 540 Metern.

## Ortschaften
- Mallaranny (An Mhala Raithní) – direkt am Zugang zur Halbinsel
- Tóin re Gaoth
- Glassillaun (An Glasoileán)
- Buaile an Ghleanna
- An Dumhach Bheag

## Sehenswürdigkeiten
- Gubbaun Point (Gobán)

Koordinaten: 53° 55′ N, 9° 52′ W